# Ivan Ilić (labdarúgó, 2001)
Ivan Ilić (szerbül: Иван Илић; Niš, 2001. március 17. –) szerb válogatott labdarúgó, a Torino játékosa.

## Pályafutása

### Klubcsapatokban
A Real Niš és a Red Star Belgrade korosztályos csapataiban nevelkedett. 2017. április 1-jén debütált a felnőtt csapatban a Spartak Subotica ellen Srđan Plavšić cseréjeként, amivel a klub történelmében a legfiatalabb debütáló játékosa lett a bajnokságban. A Szerb SuperLigában ő lett ezzel az első 2001-ben pályára lépő labdarúgó.
20177 nyarán testvérével együtt igazolt az angol Manchester City csapatához, de mivel még kiskorú volt ezért a 18. születésnapjáig kölcsönben maradt klubjánál. Októberben megkapta az engedélyt, hogy csatlakozzon a City akadémiájához. 2019, január 14-én a Zemun csapatához került kölcsönben. Augusztusban a holland NAC Breda vette kölcsönbe. 2020 szeptemberében vételi opcióval vette kölcsönbe az olasz Hellas Verona, majd 2021 augusztusában meg is vásárolta.
2023. január 30-án a Torino csapatába igazolt.

### A válogatottban
Pályára lépett a 2017-es és a 2018-as U17-es labdarúgó-Európa-bajnokságon. 2021. március 5-én kapott először meghívót a felnőtt válogatottba Azerbajdzsán elleni felkészülési találkozóra, de pályára nem lépett. Június 7-én debütált Jamaica ellen. 2022 novemberében bekerült Dragan Stojković szövetségi kapitány 26 fős keretébe, amely a 2022-es labdarúgó-világbajnokságra utazott. A csoportkör első mérkőzésén Brazília ellen lépett csak pályára.

## Család
Édesapja, Srđan korábban a Radnički Niš csapatában lépett pályára, míg édesanyja Danijela Ilić profi kosárlabdázó volt. Testvére Luka Ilić szintén labdarúgó, a francia Troyes játékosa, de kölcsönben a Topoly
ban szerepel.